# Secret Evidence

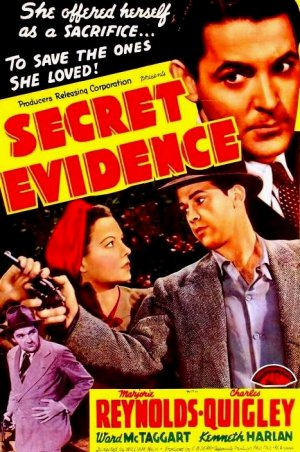
Affiche du film.

Secret Evidence est un film américain réalisé par William Nigh, sorti en 1941.

## Fiche technique
- Réalisation : William Nigh
- Scénario : Brenda Cline d'après une histoire d'Edward Bennett[1]
- Producteur : E. B. Derr
- Photographie : Arthur Martinelli
- Montage : Helene Turner
- Musique : Edward J. Kay
- Production : Producers Releasing Corporation
- Genre : Drame[2] policier[3]
- Distributeur : Producers Releasing Corporation
- Durée : 65 minutes
- Date de sortie : 31 janvier 1941

## Distribution
- Marjorie Reynolds : Linda Wilson
- Charles Quigley : David Harrison
- Ward McTaggart : Tony Baxter
- Howard Masters : Jerry Wilson
- Bob White : Sniffy
- Kenneth Harlan : Frank Billings
- Donald Curtis : Murphy
- Charles Phipps : Father
- Dorothy Vaughan : Mother
- Budd Buster : Frank